# Campionati mondiali di freestyle 2023
I Campionati mondiali di freestyle 2023, 20ª edizione della manifestazione organizzata dalla Federazione internazionale sci e snowboard, si sono tenuti a Bakuriani, in Georgia, dal 19 febbraio al 5 marzo.
Il programma ha incluso gare di ski cross, salti, gobbe, gobbe in parallelo, halfpipe, slopestyle e big air, sia maschili sia femminili, e due gare a squadre miste (una di ski cross e una di salti).

## Programma
| Giorno      | Gara                                   | Orario (UTC+1) |
| ----------- | -------------------------------------- | -------------- |
| 19 febbraio | Salti a squadre                        | 11:30          |
| 21 febbraio | Salti - Qualificazioni femminili       | 07:30          |
| 23 febbraio | Salti - Qualificazioni maschili        | 07:00          |
| 23 febbraio | Salti - Finali femminili               | 09:30          |
| 23 febbraio | Salti - Finali femminili               | 09:50          |
| 24 febbraio | Ski cross - Qualificazioni femminili   | 11:00          |
| 24 febbraio | Ski cross - Qualificazioni maschili    | 11:35          |
| 25 febbraio | Gobbe - Finali femminili               | 11:30          |
| 25 febbraio | Gobbe - Finali maschili                | 12:00          |
| 26 febbraio | Ski cross - Finali maschili            | 07:30          |
| 26 febbraio | Ski cross - Finali femminili           | 07:54          |
| 26 febbraio | Slopestyle - Qualificazioni maschili   | 11:00          |
| 26 febbraio | Ski cross a squadre                    | 11:10          |
| 26 febbraio | Gobbe in parallelo - Finali femminili  | 11:30          |
| 26 febbraio | Gobbe in parallelo - Finali maschili   | 11:42          |
| 27 febbraio | Slopestyle - Qualificazioni femminili  | 07:00          |
| 28 febbraio | Slopestyle - Finali femminili          | 10:00          |
| 28 febbraio | Slopestyle - Finali maschili           | 11:30          |
| 1º marzo    | Halfpipe - Qualificazioni femminili    | 11:15          |
| 1º marzo    | Halfpipe - Qualificazioni maschili     | 12:15          |
| 3 marzo     | Big air - Qualificazioni maschili      | 06:20          |
| 3 marzo     | Big air - Qualificazioni femminili     | 11:30          |
| 4 marzo     | Halfpipe - Finali maschili e femminili | 07:00          |
| 4 marzo     | Big air - Finali maschili e femminili  | 12:15          |

## Risultati

### Uomini

#### Ski cross
| Pos. | Atleta            | Nazione  |
| ---- | ----------------- | -------- |
| 1    | Simone Deromedis  | Italia   |
| 2    | Florian Wilmsmann | Germania |
| 3    | Erik Mobärg       | Svezia   |
| 4    | Reece Howden      | Canada   |
| 5    | Kevin Drury       | Canada   |
| 6    | Federico Tomasoni | Italia   |
| 7    | Brady Leman       | Canada   |
| 8    | Bastien Midol     | Francia  |
| 9    | Satoshi Furuno    | Giappone |
| 10   | Jonas Lenherr     | Svizzera |

#### Salti
| Pos. | Atleta             | Nazione     | Punteggio |
| ---- | ------------------ | ----------- | --------- |
| 1    | Noé Roth           | Svizzera    | 118.59    |
| 2    | Quinn Dehlinger    | Stati Uniti | 114.48    |
| 3    | Yang Longxiao      | Cina        | 110.18    |
| 4    | Christopher Lillis | Stati Uniti | 107.24    |
| 5    | Li Tianma          | Cina        | 69.91     |
| 6    | Volodymyr Kušnir   | Ucraina     | 56.11     |
| 7    | Şerzod Xaşırbaev   | Kazakistan  | 85.86     |
| 8    | Justin Schoenefeld | Stati Uniti | 85.84     |
| 9    | Oleksandr Okipnjuk | Ucraina     | 77.37     |
| 10   | Émile Nadeau       | Canada      | 55.65     |

#### Gobbe
| Pos. | Atleta           | Nazione       | Punteggio |
| ---- | ---------------- | ------------- | --------- |
| 1    | Mikaël Kingsbury | Canada        | 89.82     |
| 2    | Matt Graham      | Australia     | 88.90     |
| 3    | Walter Wallberg  | Svezia        | 88.52     |
| 4    | Pavel Kolmakov   | Kazakistan    | 83.99     |
| 5    | Ikuma Horishima  | Francia       | 80.07     |
| 6    | Benjamin Cavet   | Francia       | 79.21     |
| 7    | Martin Suire     | Francia       | 83.79     |
| 8    | Kosuke Sugimoto  | Giappone      | 82.56     |
| 9    | Filip Gravenfors | Svezia        | 82.05     |
| 10   | Jung Dae-yoon    | Corea del Sud | 81.00     |

#### Gobbe in parallelo
| Pos. | Atleta           | Nazione       | Punteggio |
| ---- | ---------------- | ------------- | --------- |
| 1    | Mikaël Kingsbury | Canada        | 19.00     |
| 2    | Walter Wallberg  | Svezia        | 16.00     |
| 3    | Matt Graham      | Australia     | 20.00     |
| 4    | Pavel Kolmakov   | Kazakistan    | 15.00     |
| 5    | Gabriel Dufresne | Canada        | 15.00     |
| 6    | Benjamin Cavet   | Francia       | 11.00     |
| 7    | Nick Page        | Stati Uniti   | 10.00     |
| 8    | Filip Gravenfors | Svezia        | 9.00      |
| 9    | Cooper Woods     | Australia     | 17.00     |
| 10   | Jung Dae-yoon    | Corea del Sud | 16.00     |

#### Halfpipe
| Pos. | Atleta           | Nazione       | Punteggio |
| ---- | ---------------- | ------------- | --------- |
| 1    | Brendan Mackay   | Canada        | 97.25     |
| 2    | Jon Sallinen     | Finlandia     | 95.75     |
| 3    | Alex Ferreira    | Stati Uniti   | 93.00     |
| 4    | Simon d'Artois   | Canada        | 92.00     |
| 5    | Ben Harrington   | Nuova Zelanda | 82.00     |
| 6    | Dylan Ladd       | Stati Uniti   | 81.25     |
| 7    | Kevin Rolland    | Francia       | 80.50     |
| 8    | Tristan Feinberg | Stati Uniti   | 76.75     |
| 9    | David Wise       | Stati Uniti   | 70.00     |
| 10   | Robin Briguet    | Svizzera      | 54.25     |

#### Slopestyle
| Pos. | Atleta                | Nazione       | Punteggio |
| ---- | --------------------- | ------------- | --------- |
| 1    | Birk Ruud             | Norvegia      | 90.75     |
| 2    | Christian Nummedal    | Norvegia      | 87.08     |
| 3    | Andri Ragettli        | Svizzera      | 84.33     |
| 4    | Max Moffatt           | Canada        | 82.80     |
| 5    | Sebastian Schjerve    | Norvegia      | 81.85     |
| 6    | Hunter Henderson      | Stati Uniti   | 81.45     |
| 7    | Evan McEachran        | Canada        | 81,28     |
| 8    | Fabian Bösch          | Svizzera      | 81.10     |
| 9    | Ben Barclay           | Nuova Zelanda | 80.33     |
| 10   | Noah Porter MacLennan | Canada        | 71.86     |

#### Big air
| Pos. | Atleta                | Nazione       | Punteggio |
| ---- | --------------------- | ------------- | --------- |
| 1    | Troy Podmilsak        | Stati Uniti   | 187.75    |
| 2    | Lukas Müllauer        | Austria       | 184.50    |
| 3    | Birk Ruud             | Norvegia      | 183.50    |
| 4    | Matěj Švancer         | Austria       | 176.50    |
| 5    | Luca Harrington       | Nuova Zelanda | 176.00    |
| 6    | Sebastian Schjerve    | Norvegia      | 175.00    |
| 7    | Christian Nummedal    | Norvegia      | 171.50    |
| 8    | Noah Porter MacLennan | Canada        | 123.75    |
| 9    | Tormod Frostad        | Norvegia      | 108.25    |
| 10   | Teal Harle            | Canada        | 35.00     |

### Donne

#### Ski cross
| Pos. | Atleta                   | Nazione  |
| ---- | ------------------------ | -------- |
| 1    | Sandra Näslund           | Svezia   |
| 2    | Katrin Ofner             | Austria  |
| 3    | Fanny Smith              | Svizzera |
| 4    | Marielle Thompson        | Canada   |
| 5    | Sixtine Cousin           | Svizzera |
| 6    | Talina Gantenbein        | Svizzera |
| 7    | Daniela Maier            | Germania |
| 8    | Alizée Baron             | Francia  |
| 9    | Sonja Gigler             | Austria  |
| 10   | Marielle Berger Sabbatel | Francia  |

#### Salti
| Pos. | Atleta                | Nazione     | Punteggio |
| ---- | --------------------- | ----------- | --------- |
| 1    | Kong Fanyu            | Cina        | 85.30     |
| 2    | Danielle Scott        | Australia   | 83.84     |
| 3    | Anastasija Novosad    | Ucraina     | 82.84     |
| 4    | Marion Thénault       | Canada      | 77.19     |
| 5    | Kaila Kuhn            | Stati Uniti | 76.84     |
| 6    | Janbota Aldabergenova | Kazakistan  | 60.61     |
| 7    | Laura Peel            | Australia   | 80.29     |
| 8    | Emma Weiß             | Germania    | 79.38     |
| 9    | Ol'ha Poljuk          | Ucraina     | 66.15     |
| 10   | Ashley Caldwell       | Stati Uniti | 64.26     |

#### Gobbe
| Pos. | Atleta                   | Nazione     | Punteggio |
| ---- | ------------------------ | ----------- | --------- |
| 1    | Perrine Laffont          | Francia     | 87.40     |
| 2    | Jaelin Kauf              | Stati Uniti | 83.56     |
| 3    | Avital Carroll           | Austria     | 80.19     |
| 4    | Rino Yanagimoto          | Giappone    | 79.67     |
| 5    | Maia Schwinghammer       | Canada      | 13.37     |
| 6    | Elizabeth Lemley         | Stati Uniti | DNF       |
| 7    | Fantine Degroote         | Francia     | 76.10     |
| 8    | Hannah Soar              | Stati Uniti | 76.08     |
| 9    | Makayla Gerken Schofield | Regno Unito | 74.75     |
| 10   | Camille Cabrol           | Francia     | 72.83     |

#### Gobbe in parallelo
| Pos. | Atleta                      | Nazione     | Punteggio |
| ---- | --------------------------- | ----------- | --------- |
| 1    | Perrine Laffont             | Francia     | 20.00     |
| 2    | Jaelin Kauf                 | Stati Uniti | 15.00     |
| 3    | Avital Carroll              | Austria     | 22.00     |
| 4    | Hannah Soar                 | Stati Uniti | 13.00     |
| 5    | Elizabeth Lemley            | Stati Uniti | 17.00     |
| 6    | Makayla Gerken Schofield    | Regno Unito | 15.00     |
| 7    | Rino Yanagimoto             | Giappone    | 12.00     |
| 8    | Maia Schwinghammer          | Canada      | 2.00      |
| 9    | Olivia Giaccio              | Stati Uniti | 16.00     |
| 10   | Laurianne Desmarais-Gilbert | Canada      | 15.00     |

#### Halfpipe
| Pos. | Atleta          | Nazione       | Punteggio |
| ---- | --------------- | ------------- | --------- |
| 1    | Hanna Faulhaber | Stati Uniti   | 95.75     |
| 2    | Zoe Atkin       | Regno Unito   | 94.50     |
| 3    | Rachael Karker  | Canada        | 92.25     |
| 4    | Zhang Kexin     | Cina          | 89.00     |
| 5    | Amy Fraser      | Canada        | 86.00     |
| 6    | Svea Irving     | Stati Uniti   | 84.00     |
| 7    | Brita Sigourney | Stati Uniti   | 75.75     |
| 8    | Dillan Glennie  | Canada        | 60.00     |
| 9    | Riley Jacobs    | Stati Uniti   | 63.75     |
| 10   | Kim Dae-un      | Corea del Sud | 57.50     |

#### Slopestyle
| Pos. | Atleta           | Nazione       | Punteggio |
| ---- | ---------------- | ------------- | --------- |
| 1    | Mathilde Gremaud | Svizzera      | 87.95     |
| 2    | Megan Oldham     | Canada        | 87.75     |
| 3    | Johanne Killi    | Norvegia      | 84.71     |
| 4    | Sarah Höfflin    | Svizzera      | 65.61     |
| 5    | Anni Kärävä      | Finlandia     | 53.86     |
| 6    | Ruby Andrews     | Nuova Zelanda | 52.06     |
| 7    | Sandra Eie       | Norvegia      | 47.40     |
| 8    | Yang Ruyi        | Cina          | 47.21     |
| 9    | Yuna Koga        | Giappone      | 45.21     |
| 10   | Giulia Tanno     | Svizzera      | 44.75     |

#### Big air
| Pos. | Atleta           | Nazione     | Punteggio |
| ---- | ---------------- | ----------- | --------- |
| 1    | Tess Ledeux      | Francia     | 186.75    |
| 2    | Sandra Eie       | Norvegia    | 175.00    |
| 3    | Megan Oldham     | Canada      | 174.00    |
| 4    | Kirsty Muir      | Regno Unito | 171.00    |
| 5    | Kateryna Kotsar  | Ucraina     | 127.75    |
| 6    | Muriel Mohr      | Germania    | 110.50    |
| 7    | Yang Ruyi        | Cina        | 105.25    |
| 8    | Mathilde Gremaud | Svizzera    | DNS       |
| 9    | Yūna Koga        | Giappone    | 72.20     |
| 10   | Anni Kärävä      | Finlandia   | 61.60     |

### Misto

#### Ski cross a squadre
| Pos. | Nazione   | Atleti                                             |
| ---- | --------- | -------------------------------------------------- |
| 1    | Svezia    | David Mobärg Sandra Näslund                        |
| 2    | Canada    | Reece Howden Marielle Thompson                     |
| 3    | Italia    | Federico Tomasoni Jole Galli                       |
| 4    | Francia   | Youri Duplessis Kergomard Marielle Berger Sabbatel |
| 5    | Svizzera  | Jonas Lenherr Fanny Smith                          |
| 6    | Rep. Ceca | Daniel Paulus Nikol Kučerová                       |
| 7    | Germania  | Niklas Bachsleitner Daniela Maier                  |
| 8    | Austria   | Tristan Takats Sonja Gigler                        |
| 9    | Giappone  | Tetsuya Furuno Sakurako Mukogawa                   |

#### Salti a squadre
| Pos. | Nazione     | Atleti                                                 | Punteggio |
| ---- | ----------- | ------------------------------------------------------ | --------- |
| 1    | Stati Uniti | Ashley Caldwell Christopher Lillis Quinn Dehlinger     | 331.37    |
| 2    | Cina        | Kong Fanyu Li Tianma Yang Longxiao                     | 320.71    |
| 3    | Ucraina     | Anastasija Novosad Oleksandr Okipnjuk Dmytro Kotovskyi | 255.56    |
| 4    | Kazakistan  | Janbota Aldabergenova Roman Ivanov Şerzod Xaşırbaev    | 236.33    |
| 5    | Canada      | Marion Thénault Miha Fontaine Alexandre Duchaine       | 228.17    |

## Medagliere
| Pos.   | Paese       | Oro | Argento | Bronzo | Totale |
| ------ | ----------- | --- | ------- | ------ | ------ |
| 1      | Stati Uniti | 3   | 3       | 1      | 7      |
| 2      | Canada      | 3   | 2       | 2      | 7      |
| 3      | Francia     | 3   | 0       | 0      | 3      |
| 4      | Svezia      | 2   | 1       | 2      | 5      |
| 5      | Svizzera    | 2   | 0       | 2      | 4      |
| 6      | Norvegia    | 1   | 2       | 2      | 5      |
| 7      | Cina        | 1   | 1       | 1      | 3      |
| 8      | Italia      | 1   | 0       | 1      | 2      |
| 9      | Austria     | 0   | 2       | 2      | 4      |
| 10     | Australia   | 0   | 2       | 1      | 3      |
| 11     | Finlandia   | 0   | 1       | 0      | 1      |
| 11     | Regno Unito | 0   | 1       | 0      | 1      |
| 11     | Germania    | 0   | 1       | 0      | 1      |
| 14     | Ucraina     | 0   | 0       | 2      | 2      |
| Totale | Totale      | 16  | 16      | 16     | 48     |